# Mohamed Camara (Fußballspieler, 1996)
Mohamed Almamy Camara (* 27. März 1996 in Conakry) ist ein guineischer Fußballspieler.

## Karriere
Camara spielte bis 2015 in Frankreich in der Jugend von Racing Straßburg. Zur Saison 2015/16 rückte er in den Kader der Reserve von Straßburg. Für diese kam er in jener Saison zu 18 Einsätzen in der fünftklassigen CFA 2. Nach der Saison 2015/16 verließ er die Franzosen. Zur Saison 2018/19 wechselte der Stürmer in die Schweiz zum Viertligisten SR Delémont. In seiner ersten Spielzeit in der 1. Liga kam er zu 26 Einsätzen, in denen er 18 Tore erzielte. In der aufgrund der COVID-Pandemie nach der Winterpause abgebrochenen Saison 2019/20 kam er zu 14 Viertligaeinsätzen, in denen er 17 Tore machte. In der Saison 2020/21 kam er zu 13 Einsätzen und erzielte dabei zwölf Tore. In seinen drei Jahren in Delsberg verpasste er nicht ein einziges Spiel in der 1. Liga, mit seinen herausragenden Trefferzahlen wurde er zudem in allen drei Saisonen Torschützenkönig in Delémonts Gruppe der vierthöchsten Spielklasse.
Zur Saison 2021/22 wechselte Camara zum österreichischen Zweitligisten SV Horn. Sein Debüt in der 2. Liga gab er im August 2021, als er am dritten Spieltag jener Saison gegen den SK Rapid Wien II in der 64. Minute für Marco Siverio eingewechselt wurde. Elf Minuten nach seiner Einwechslung erzielte er mit dem Treffer zum 1:1-Endstand auch prompt sein erstes Tor für Horn. Dieser Treffer sollte allerdings sein einziger bleiben, nach zehn Einsätzen wurde sein Vertrag in Horn im Januar 2022 wieder aufgelöst und der Stürmer kehrte nach Delémont zurück.